# 어리굴젓

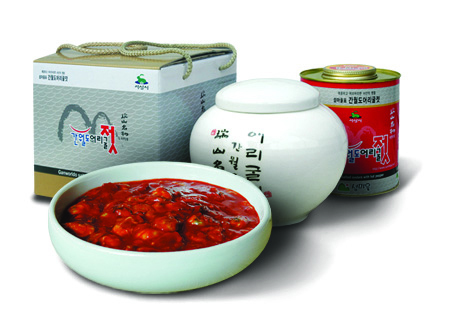
서산의 어리굴젓

어리굴젓은 생굴에 소금과 고추가루를 버무려 담근 젓갈의 일종이다. 서산, 당진, 예산, 간월도 등 충청도 지방에서 나는 어리굴젓이 유명하다.
무학대사가 간월암에서 수행하다가 태조에게 진상하였다고 전해지고 있으나, 고추가루가 임진왜란 이후에 전해진 것으로 볼 때 이러한 일화의 진위를 의심하는 의견도 있다. 《시의전서》에는 "생굴 절여 속뜨물 소금 타서 간 맞추어 고춧가루 넣어 먹되 혹 초도 치나리라"라고 언급되어 있다.

## 같이 보기
- 새우젓